# 残疾人冰球
残疾人冰球或殘奧冰球，前称雪橇曲棍球（英語：Sledge hockey），是專為殘疾人（主要是截肢者）而設的室內冰球（Ice hockey）之版本，至於規則與健全人版本相同。
這是冬季帕拉林匹克運動會最受矚目的項目。